# 君のひとみは10000ボルト
「君のひとみは10000ボルト」（きみのひとみはいちまんボルト）は1978年8月5日にアリスの堀内孝雄がソロとしてリリースしたシングルである。資生堂ベネフィークのキャンペーンソングでもあり、1978年の年間第4位に輝くなど、90万枚を越す大ヒットとなった。

## 制作
作詞は谷村新司、作曲は堀内孝雄が担当した。
表題曲は、1978年の「資生堂化粧品」秋のキャンペーンソングに使用された。元々この曲はアリスで依頼が来ていたが、谷村がアリスでのコンサートツアー中、膵臓の疾患でのどが腫れ、声も出ない状態で長期入院することになった。「資生堂のキャンペーン・テーマはやれば絶対に売れる」ことから、どうしてもやりたかった中、堀内のソロで打診したところOKが出た、という経緯があった。帰宅した堀内が谷村にタイトルの件を伝えると、谷村は困惑しながらもインパクトのある歌詞を書き上げた。堀内も曲のイメージが膨らみ、曲が完成すると何度も自分で歌い、曲を発表する前に堀内自身の中で大ヒットしていたと語っている。
ジャケット写真で着用したTシャツは下北沢で買った私物だったことを堀内は『FLASH』（光文社）のインタビューで明かしている。
「10000ボルト」を誤って「ひゃくまんボルト」と言われることもある。表題曲は、始めから資生堂のCMソング前提として作られた曲であり、タイトルも資生堂が決めたものである。資生堂本社での打ち合わせの席で担当者が「テーマをお伝えします」と切り出し、競合他社があるため他言無用としながら「君のひとみは10000ボルト」とのみ書かれた紙を封筒から出して見せ、堀内が記憶したことを確認するとすぐに封筒に戻してしまったという。資生堂からはそれ以上の説明はなかった。
なお「君のひとみは10000ボルト」のコピーは土屋耕一による。

## 記録
リリースされて約1ヶ月でオリコン・シングルチャートの3位に初登場し、翌週には1位を獲得した。同時期には、この曲を収録したアルバム『あいつが死んだ晩』もアルバムチャートで1位を獲得している。
「君のひとみは10000ボルト」の1979年時点での累計売上は160万枚以上とされる。

## 収録曲
| 全作曲: 堀内孝雄。 |                                              |           |            |          |      |
| #                  | タイトル                                     | 作詞      | 作曲・編曲 | 編曲     | 時間 |
| 1.                 | 「君のひとみは10000ボルト」(THE LAST ANGEL)  | 谷村新司  | 堀内孝雄   | 石川鷹彦 | 3:21 |
| 2.                 | 「故郷には帰りたくない」(DON'T TAKE ME HOME) | 岩谷時子  | 堀内孝雄   | 戸塚修   | 3:32 |
| 合計時間:          | 合計時間:                                    | 合計時間: | 合計時間:  | 6:53     |      |

## ソノシート
資生堂の販促用に製造された非売品ソノシート。「声のお便り メッセージボイス '78 AUTUMN」という副題がついている。

### 収録トラック
1. 君のひとみは10000ボルト - アリス（堀内孝雄）
2. アイ・アム・ルーシー - ルーシー島田[注釈 2]
3. グレイシィ・メイクアップニュース - 岩崎直子
4. ケンゾー・コレクション・レポート - 岸惠子

- 総合司会 - 久米宏

## カバー
- アニタ・ムイ - 1984年発売したアルバム『飛躍舞台』に広東語詞で「發電一千VOLT」という曲名で収録[9]。
- 泉里香 - 2018年、AbemaTVのインターネット配信ドラマ『やれたかも委員会』主題歌[10]。
- shiori - 2018年、毎日放送ドラマイズム『やれたかも委員会』主題歌[11]。
- 中村佳穂 - 2022年、資生堂の創業150周年を記念した企業CMソングとして制作[2][12]。
- 谷村新司 - 2022年、 デビュー50周年記念リサイタル「THE SINGER 2022」にて初めてセルフカバーが披露された。後に映像がBlu-ray、音源が各種配信サービスで配信。